# Battaglia di Cirencester
La battaglia di Cirencester fu una battaglia combattuta nel 628 a Cirencester, nell'ordierna Inghilterra, tra gli eserciti del Regno di Mercia e i Gewisse (predecessori dei Sassoni occidentali che costituirono il Regno del Wessex).
I merciani sconfissero i Gewisse e, secondo Beda il Venerabile, "dopo aver raggiunto un accordo", presero il controllo della valle del Severn e del regno degli Hwicce, che erano stati sotto l'influenza dei Gewisse dalla battaglia di Dyrham nel 577.